# Camenta ertli
Camenta ertli är en skalbaggsart som beskrevs av Moser 1919. Camenta ertli ingår i släktet Camenta och familjen Melolonthidae. Inga underarter finns listade.